# Komik do půl osmé
Komik do půl osmé (2017) je sedmé oficiálně vydané řadové album skupiny Květy, první album v nové trojčlenné sestavě, kde Martina Kyšperského a Aleše Pilgra doplňuje Ondřej Kyas. Zatímco předchozí řadové album Miláček slunce vyšlo na narozeniny Martina Kyšperského, toto album vyšlo na narozeniny Aleše Pilgra. Obsahuje 12 písniček, které jsou autorským dílem frontmana kapely Kyšperského, pod aranžemi písní je podepsána celá kapela. Obal alba vytvořili Kyšperský a Pavla Kačírková.
Vydání alba předznamenal singl Byt.

## Seznam písní
1. Kouzelník
2. Odpočinout
3. Byt
4. WNS
5. Holka
6. Ptáček
7. Vzhůru
8. Datel
9. Dům zrcadel scarabeus
10. Socha
11. Indián
12. Komplikovaná růže

## Obsazení
- Květy
  - Martin Evžen Kyšperský – zpěv, kytary, ruský syntezátor (3), stylophone solo (1), elektronické smyčky + klávesy a synth bass (9), hračky (7), tlesky, zvonkohra (8 a 9), tubafon (3)
  - Aleš Pilgr – bicí, pady, perkuse, vibrafon, barevné laděné trubice (9), tympány, tlesky, zpěv
  - Ondřej Kyas – syntezátory, piano, harmonium, Hammond organ, synth bass, plechový hrnek (7), vibrafon (8), mandolína (9), flétna, kašel, zpěv
- hosté
  - Jana Pilgrová – vokál (9)
  - Ondřej Ježek – koncovka (3)